# Oroya peruviana
Espèce
Classification phylogénétique
Statut de conservation UICN

 EN A4ac : En danger
Statut CITES
Oroya peruviana est une espèce de plantes à fleurs de la famille des Cactaceae et du genre Oroya. C'est un cactus originaire du Pérou. Il a été étudié pour la première fois en 1903 par Karl Moritz Schumann qui l'a identifié comme Echinocactus peruvianus, puis a été rangé par Britton et Rose dans le genre Oroya en 1922, d'après le nom du village où il fut découvert.

## Description
Ce cactus possède un corps arrondi écrasé à faiblement colonnaire. Il peut atteindre 20 cm de largeur et 20 côtes. Ses aréoles possèdent une vingtaine d'aiguillons bruns de deux centimètres de longueur. Ses fleurs au sommet mesurent 2,5 cm de longueur avec des pétales rougeâtres, jaunes à la base.
Il existe une autre espèce, Oroya borchersii, dont les fleurs sont jaune citron.

## Habitat
Il est originaire des Andes du Pérou entre 3 000 et 4 000 mètres d'altitude.